# Johannes Golla
Johannes Golla, född 5 november 1997, är en tysk handbollsspelare. Han är högerhänt och spelar som mittsexa.
Vid EM 2022 kom han med i All star team som bästa mittsexa.